# Репинець
Репинець (хорв. Repinec) — населений пункт у Хорватії, в Загребській жупанії у складі громади Градець.

## Населення
Населення за даними перепису 2011 року становило 240 осіб.
Динаміка чисельності населення поселення:

## Клімат
Середня річна температура становить 10,55 °C, середня максимальна – 24,88 °C, а середня мінімальна – -6,20 °C. Середня річна кількість опадів – 799 мм.
| Клімат поселення                              | Клімат поселення | Клімат поселення | Клімат поселення | Клімат поселення | Клімат поселення | Клімат поселення | Клімат поселення | Клімат поселення | Клімат поселення | Клімат поселення | Клімат поселення | Клімат поселення | Клімат поселення |
| Показник                                      | Січ.             | Лют.             | Бер.             | Квіт.            | Трав.            | Черв.            | Лип.             | Серп.            | Вер.             | Жовт.            | Лист.            | Груд.            |                  |
| Середній максимум, °C                         | 5,94             | 8,13             | 12,68            | 16,80            | 21,79            | 24,88            | 24,36            | 23,78            | 19,81            | 14,68            | 9,06             | 4,87             |                  |
| Середня температура, °C                       | −0,14            | 2,07             | 6,60             | 10,74            | 15,72            | 18,82            | 20,38            | 19,81            | 15,84            | 10,72            | 5,09             | 0,90             |                  |
| Середній мінімум, °C                          | −6,2             | −4,01            | 0,54             | 4,67             | 9,64             | 12,75            | 16,42            | 15,85            | 11,88            | 6,75             | 1,11             | −3,07            |                  |
| Норма опадів, мм                              | 43               | 43               | 50               | 61               | 73               | 89               | 76               | 74               | 74               | 75               | 80               | 61               |                  |
| Середньомісячна швидкість вітру, м/с          | 2.04             | 2.30             | 2.64             | 2.51             | 2.33             | 2.10             | 2.10             | 1.90             | 1.90             | 1.99             | 2.09             | 2.07             |                  |
| Середньомісячна сонячна радіація, кДж/м²·день | 4059             | 6836             | 10592            | 15045            | 19288            | 21260            | 22027            | 19243            | 14198            | 8762             | 4522             | 3318             |                  |
| --------------------------------------------- | ---------------- | ---------------- | ---------------- | ---------------- | ---------------- | ---------------- | ---------------- | ---------------- | ---------------- | ---------------- | ---------------- | ---------------- | ---------------- |
| Джерело:                                      |                  |                  |                  |                  |                  |                  |                  |                  |                  |                  |                  |                  |                  |